# Rory Rawlyk
Rory Rawlyk (* 9. September 1983 in Edmonton, Alberta) ist ein ehemaliger kanadischer Eishockeyspieler, der in zahlreichen nordamerikanischen Minor Leagues und europäischen Ligen aktiv war.

## Karriere
Rory Rawlyk wurde 2001 zu einem Trainingscamp der New York Rangers eingeladen, danach spielte er eine Saison für die Vancouver Giants und eine für die Red Deer Rebels in der Western Hockey League. In der Saison 2003/04 bekam Rawlyk seinen ersten Profivertrag und spielte in der East Coast Hockey League für die Charlotte Checkers und das Hartford Wolf Pack in der American Hockey League, wo er bis 2006 blieb.
Nach 14 Spielen für den Bofors IK in der HockeyAllsvenskan Anfang der Saison 2006/07 kehrte der Verteidiger nach Amerika zurück und ging in der Folge für die Cincinnati Cyclones und Binghamton Senators aufs Eis. Anschließend wurde er von den Eisbären Regensburg verpflichtet, mit denen er während der Saison 2007/08 in der 2. Eishockey-Bundesliga spielte. Mitte der Spielzeit kehrte Rawlyk erneut nach Nordamerika zurück und beendete die Saison bei den South Carolina Stingrays. In der Saison 2008/09 absolvierte er einige Spiele für die Phoenix RoadRunners, bevor er Mitte der Saison nach Deutschland zurückkam und bis 2010 beim Herner EV in der  Oberliga West unter Vertrag stand. In der  Saison 2010/11 ging er für die Lausitzer Füchse in der 2. Eishockey-Bundesliga aufs Eis.
2012/13 spielte er für den ASC Corona Brasov in der rumänischen Eishockeyliga und der internationalen MOL Liga. 2017 spielte er kurzzeitig in der Oberliga Süd für den ECDC Memmingen.

## Statistik
(Stand: 20. Januar 2014)